# Kościół Świętej Trójcy w Świątkowie
Kościół Świętej Trójcy w Świątkowie – rzymskokatolicki kościół parafialny należący do parafii pod tym samym wezwaniem (dekanat damasławski archidiecezji gnieźnieńskiej).
Obecnie istniejący drewniany kościół powstał w XVIII wieku. Ufundowała go Joanna z Puchałów Chybińska. W 1868 roku świątynia została wyremontowana dzięki funduszom Antoniny z Radolińskich Breziny. Budowla została wzniesiona w konstrukcji zrębowej i sumikowo-łątkowej. Świątynię nakrywa gont. Kościół jest orientowany i charakteryzuje się kwadratową wieżą konstrukcji słupowej, mieszczącą kruchtę w przyziemiu, zwieńczoną baniastym gontowym dachem hełomowym. Wieża znajduje się od frontu. Wnętrze kościoła obejmuje jedną nawę. Trójbocznie zamknięte prezbiterium jest mniejsze w stosunku do nawy, z boku jest usytuowana zakrystia. Na chórze muzycznym ozdobionym tralkowaną balustradą znajduje się prospekt organowy z XIX wieku z instrumentem powstałym w warsztacie Alberta Emila Polzina. Wyposażenie świątyni powstało w stylu klasycystycznym w połowie XIX wieku. Należą do niego m.in. ołtarz główny poświęcony Świętej Trójcy oraz 2 ołtarze boczne dedykowane Matce Boskiej Bolesnej i świętemu Walentemu. Późnogotyckie posągi świętych Wawrzyńca i Jana Nepomucena pochodzą z połowy XVI wieku, gotycka granitowa kropielnica jest datowana na XVI wiek. Budowlę poświęcono 11 października 2000 roku.